# Silnice II/115
Silnice II/115 je silnice II. třídy v trase: odpojení od silnice I/4 (Praha-Lahovice; spolu se silnicí II/101) – Radotín (odpojení silnice II/101) – Černošice – Dobřichovice – Lety (napojení silnice II/116) – Řevnice (odpojení silnice II/116) – Svinaře – Hodyně – Hatě – Drahlovice – Karlov – Vižina – Osovec – Osov – Skřipel – Hostomice – Běštín – Jince (napojení na silnici II/118)
V Radotíně se napojuje silnice II/599. V Hostomicích se kříží se silnicí II/114.

## Vodstvo na trase
U Černošic vede přes Kluček, mezi Lety a Řevnicemi přes Berounku, v Řevnicích přes Nezabudický potok, ve Svinařích přes Halounský potok, na okraji Hatí přes Vrahův potok, na okraji Osovce přes Novodvorský potok, ve Skřipeli přes Chlumecký potok